# 屯溪老街

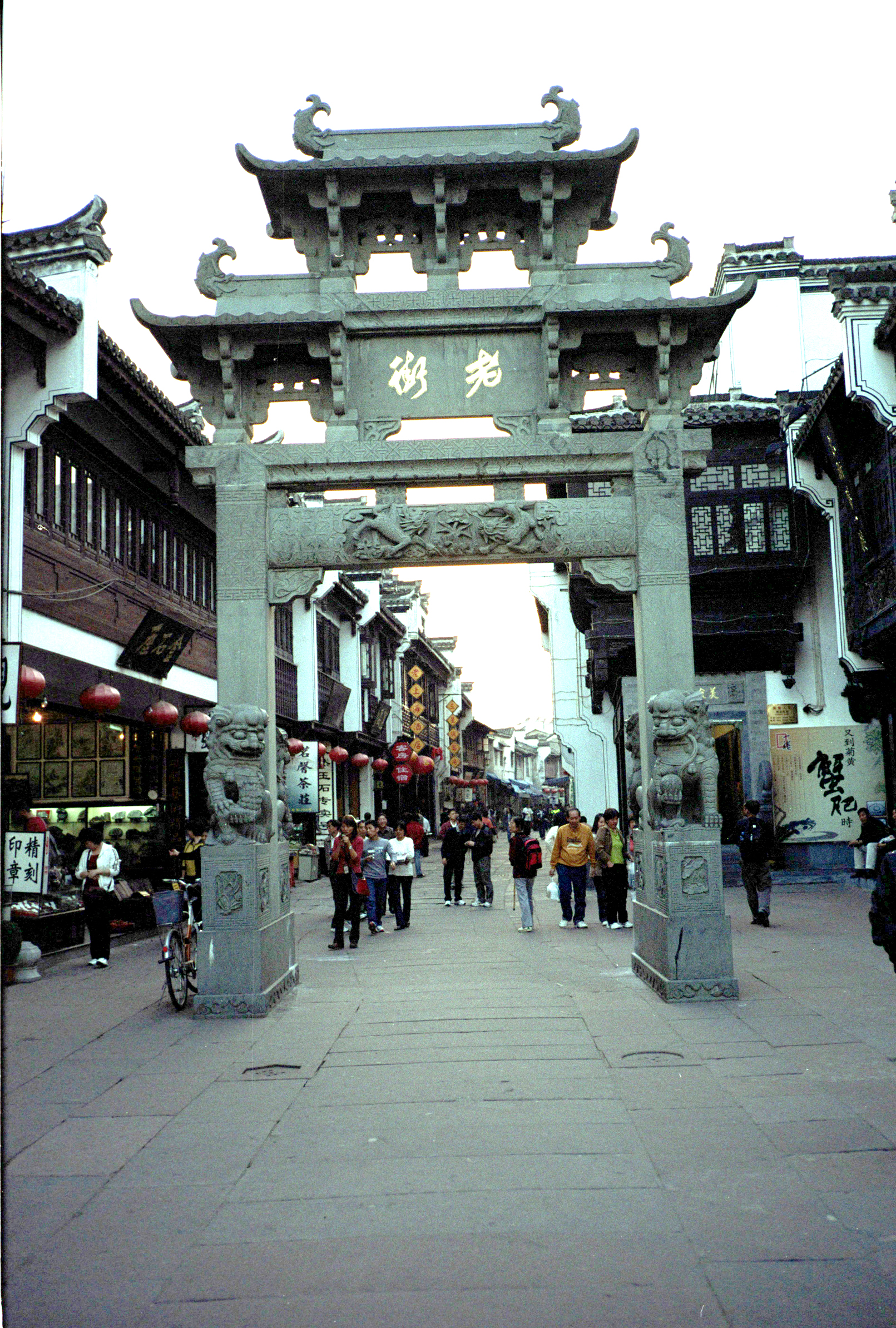
屯溪老街

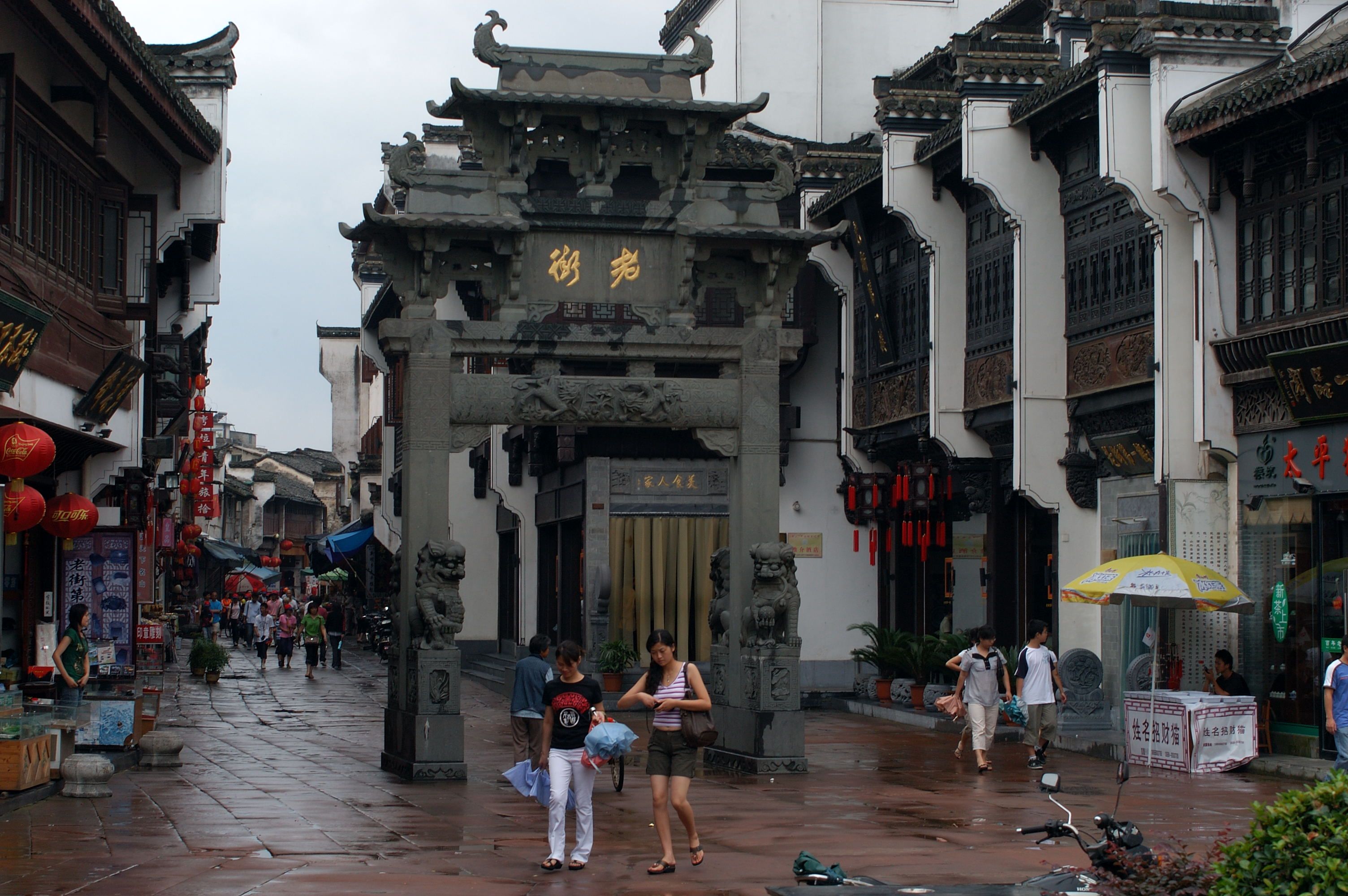
屯溪老街

屯溪老街是中国安徽省黄山市屯溪区的一条步行街。起源于宋代，距今有千余年历史。老街全长约一公里，两旁有大量保存完好的明、清时代的徽派雕花建筑。屯溪老街有古玩店、玉器店、字画斋、文房四宝铺、徽派餐厅、食品店，古意盎然。还有一所戴震纪念堂。2009年與北京的国子监街、蘇州的平江路，一起當選為「中國歷史文化名街」。

## 建筑
- 同德仁药店，安徽省文物保护单位
- 老街古建筑群，黄山市文物保护单位
- 茂槐堂，黄山市文物保护单位

## 附加圖片

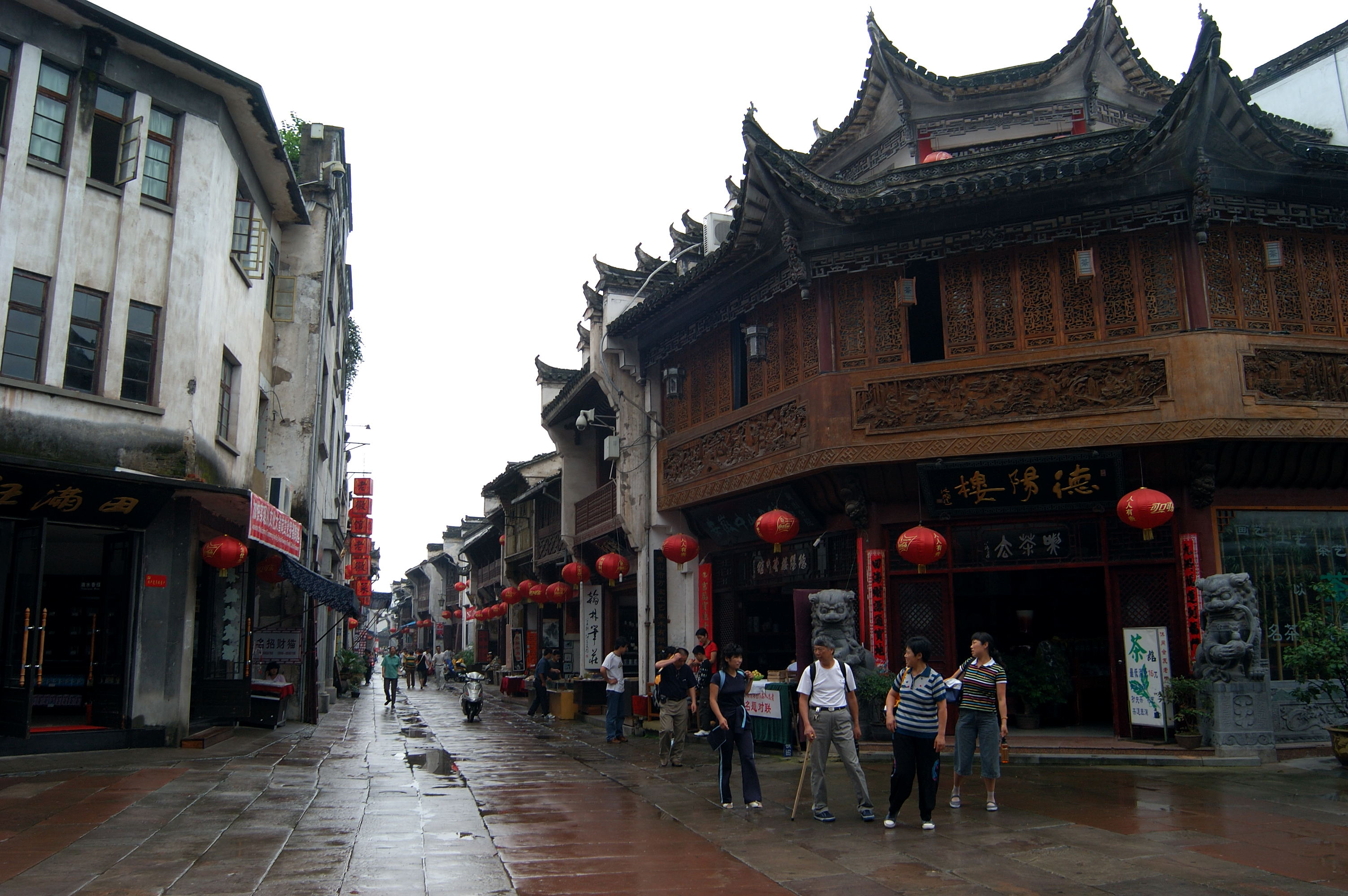
屯溪老街德陽楼
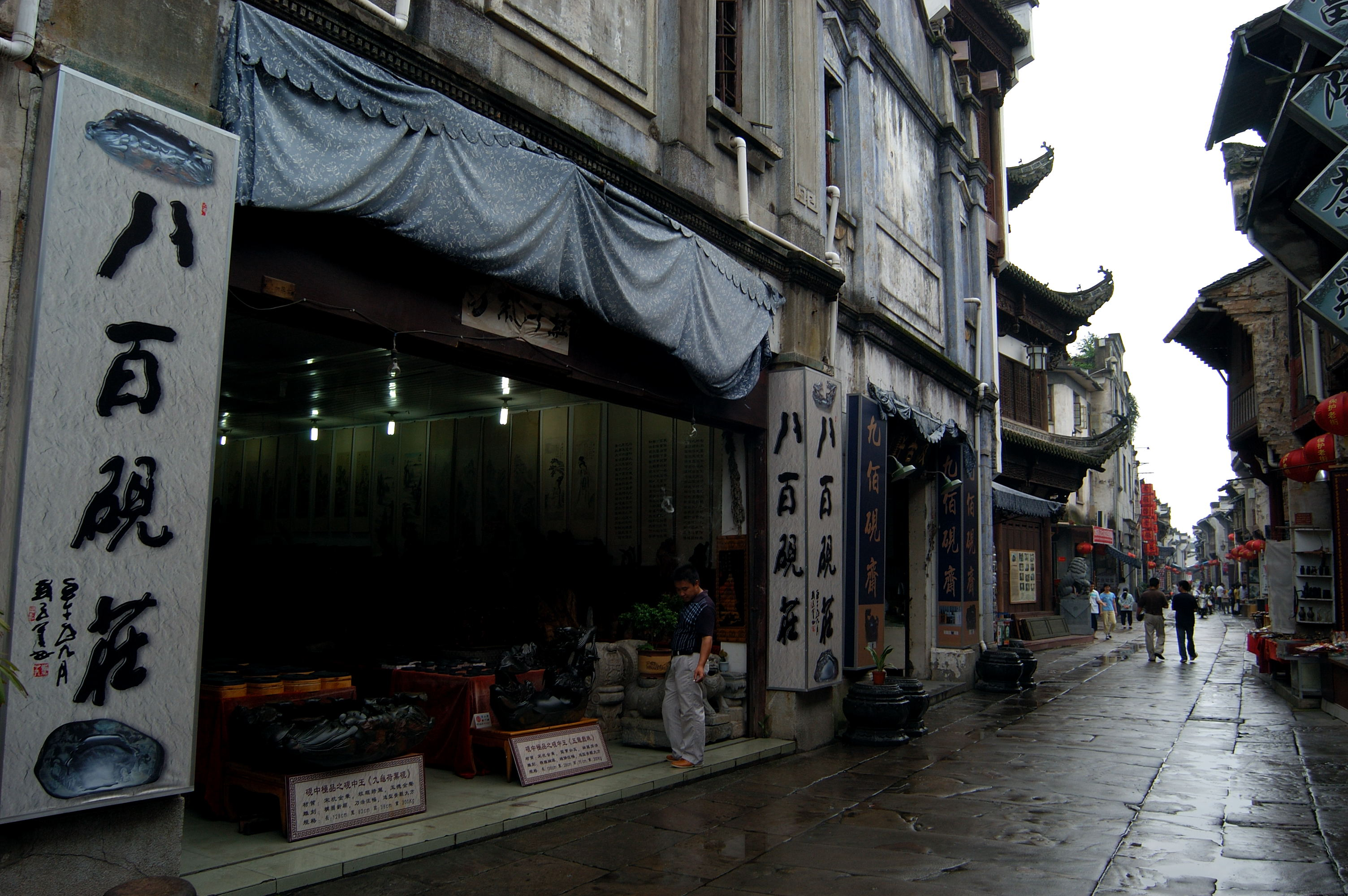
屯溪老街
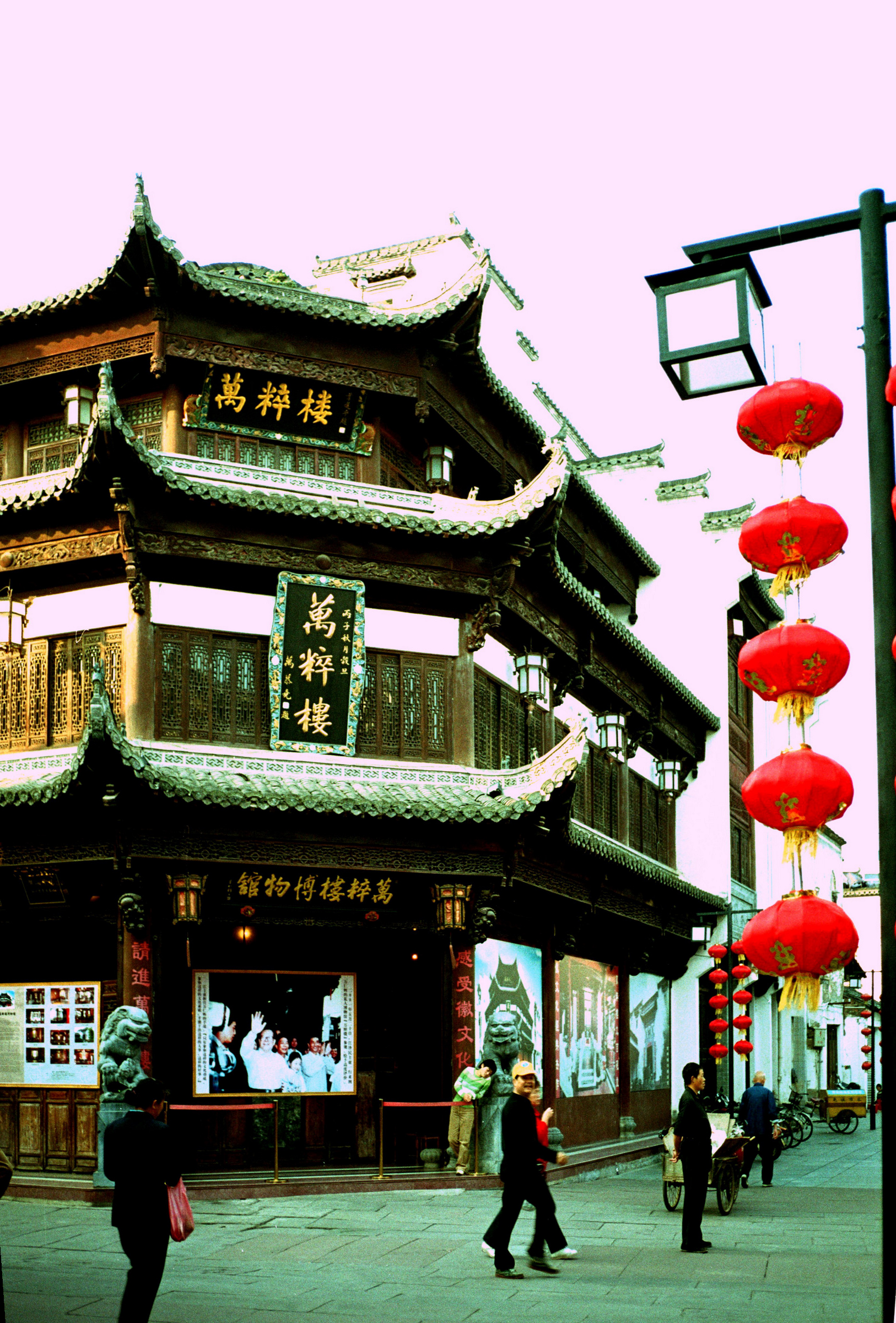
屯溪老街博物馆
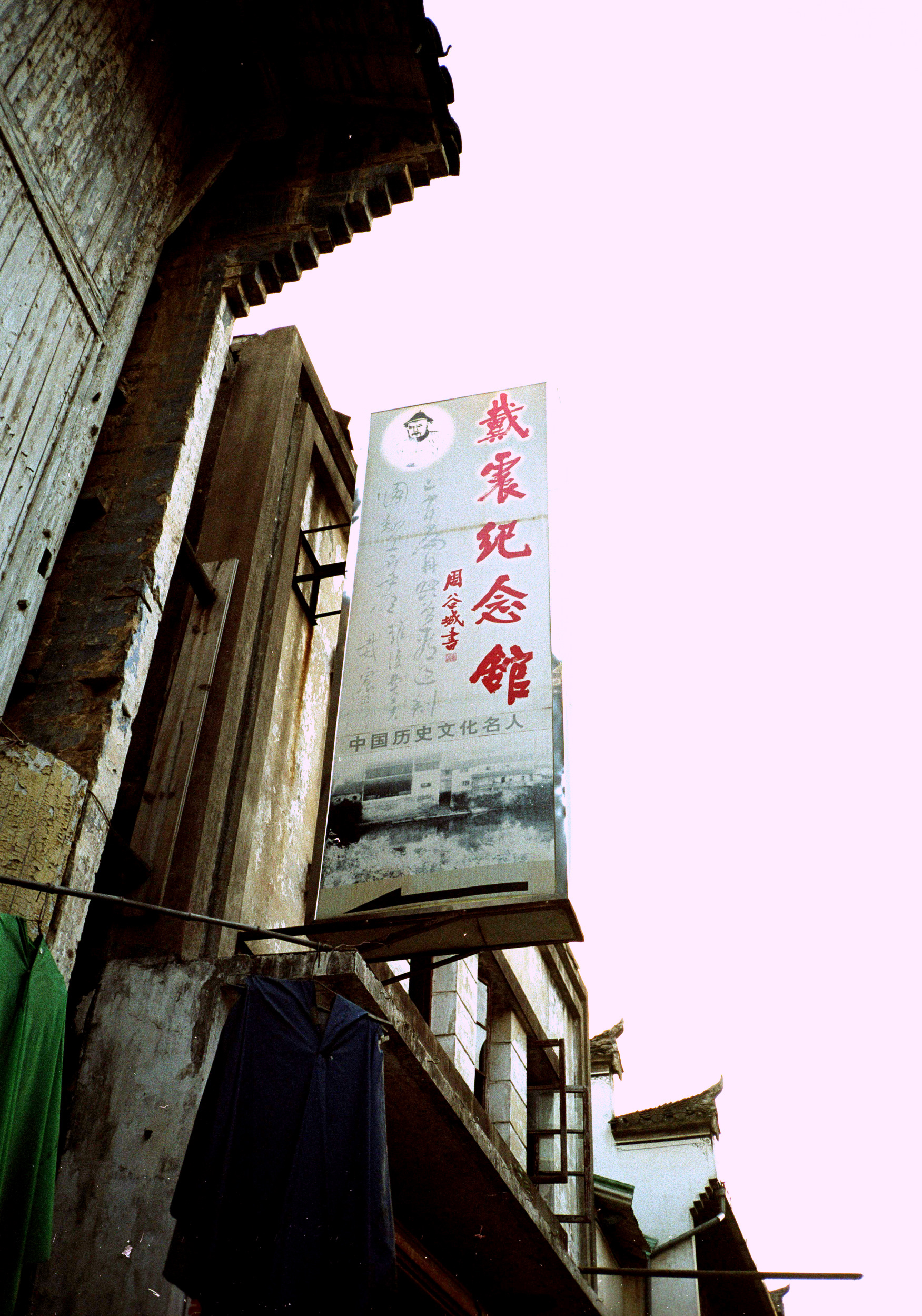
屯溪老街戴震纪念馆
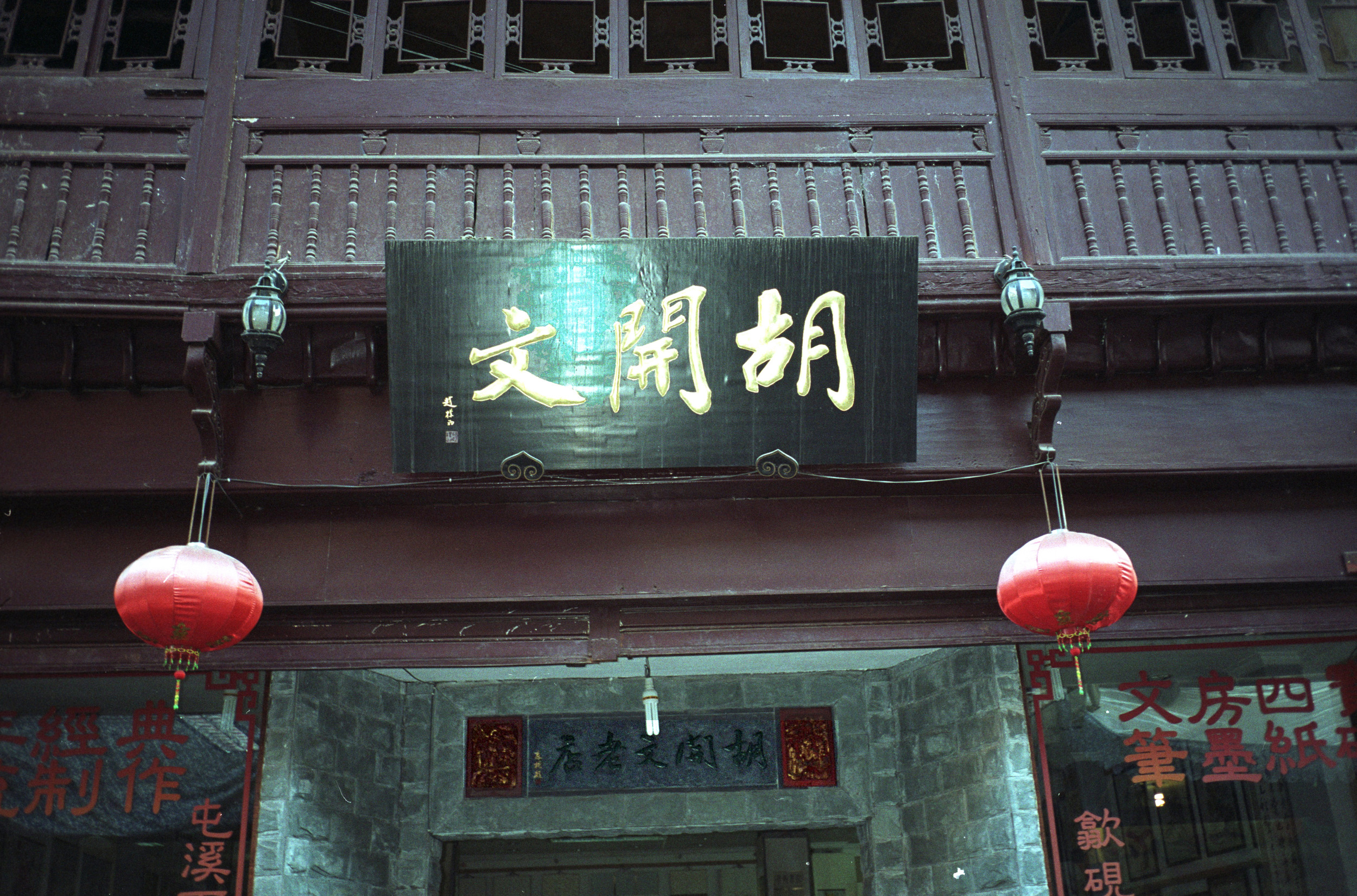
安徽屯溪老街胡开文
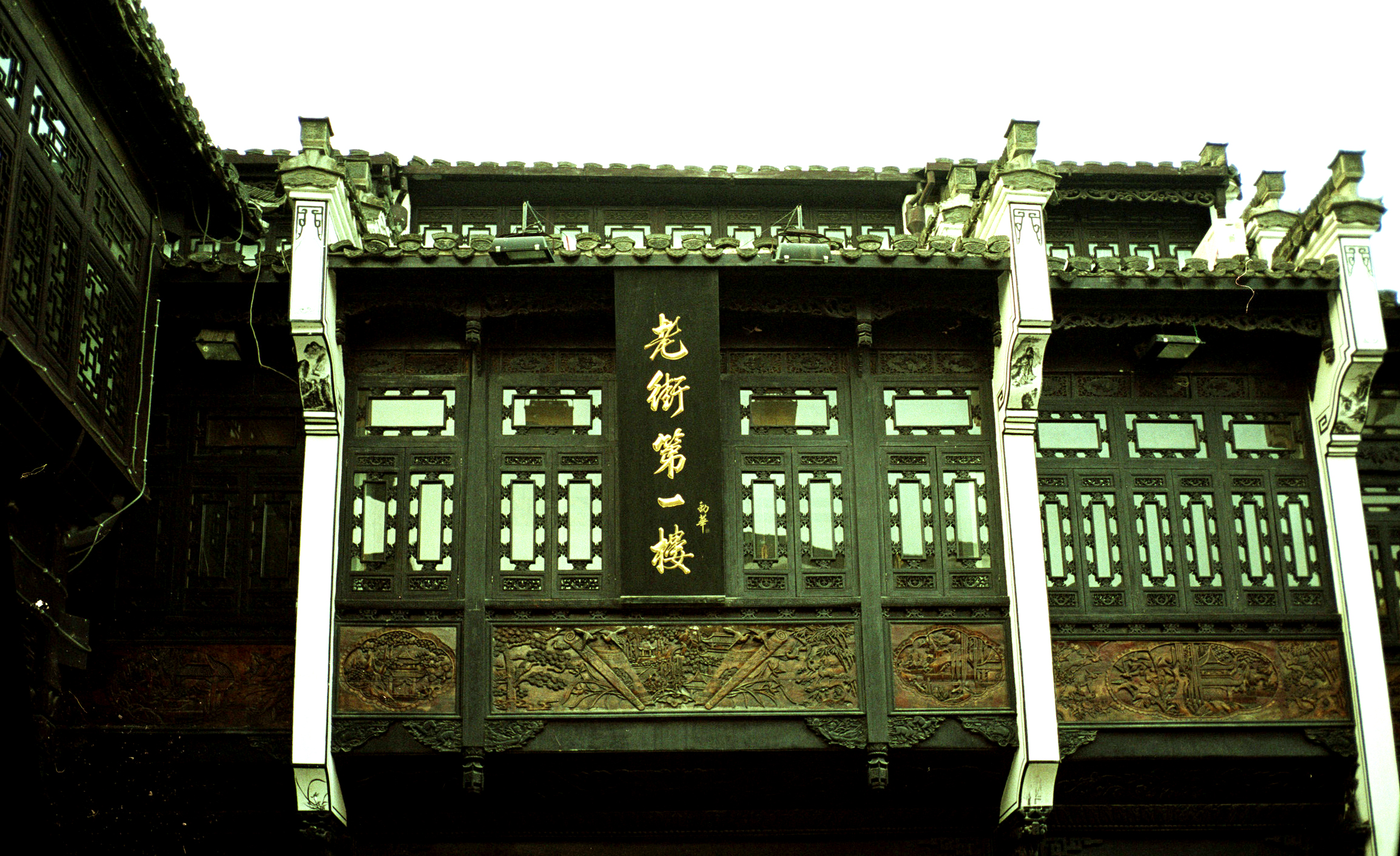
老街第一楼餐厅

## 外部連接
- 安徽黃山／流動清明上河圖 屯溪老街 （页面存档备份，存于）